# Peter Chelsom

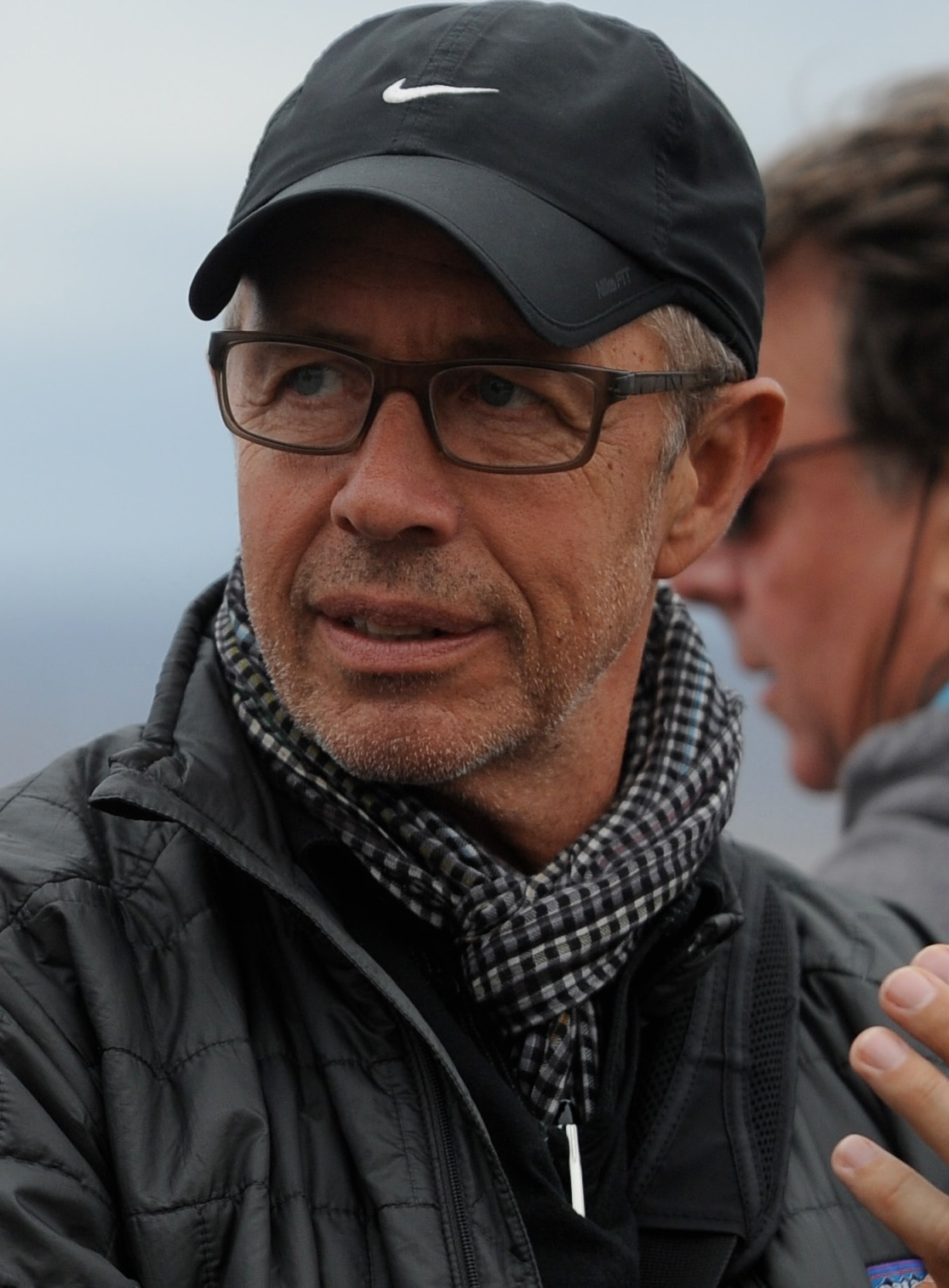
Peter Chelsom

Peter Chelsom, född 1956 i Blackpool i Lancashire i Storbritannien, är en brittisk regissör, manusförfattare, filmproducent och skådespelare. Hans första filmroll var Inte för vinnings skull (1984). Han har bland annat regisserat filmerna Shall We Dance? (2004), Om ödet får bestämma (2001) och Funny Bones (1995). Chelsom studerade på Central School of Drama i London och har arbetat för Royal Shakespeare Company. 

## Filmografi

### Filmroller
- Indian Summer (1986)
- Christmas Present (1985)
- A Women Of Substance (1984)
- Inte för vinnings skull (1984)

### Regi
- Hannah Montana: The Movie (2009)
- Shall We Dance? (2004)
- Män och kvinnor (2001)
- Om ödet får bestämma (2001)
- The Mighty (1998)
- Funny Bones (1995)
- Hear My Song (1991)

### Manus och produktion
- Funny Bones (1995)
- Hear My Song (1991)